# Erythrodiplax umbrata
Erythrodiplax umbrata, la libélula rayadora de bandas angostas, es una especie de rayadora en la familia de libélulas Libellulidae. Se encuentra en el Caribe, América Central, América del Norte, y América del Sur. se han podido observar ejemplares en España, en la provincia de Sevilla junto al río Guadalquivir
El estado de conservación de la UICN de Erythrodiplax umbrata es "LC", la menor preocupación, sin una amenaza inmediata para la supervivencia de la especie. La población es estable.

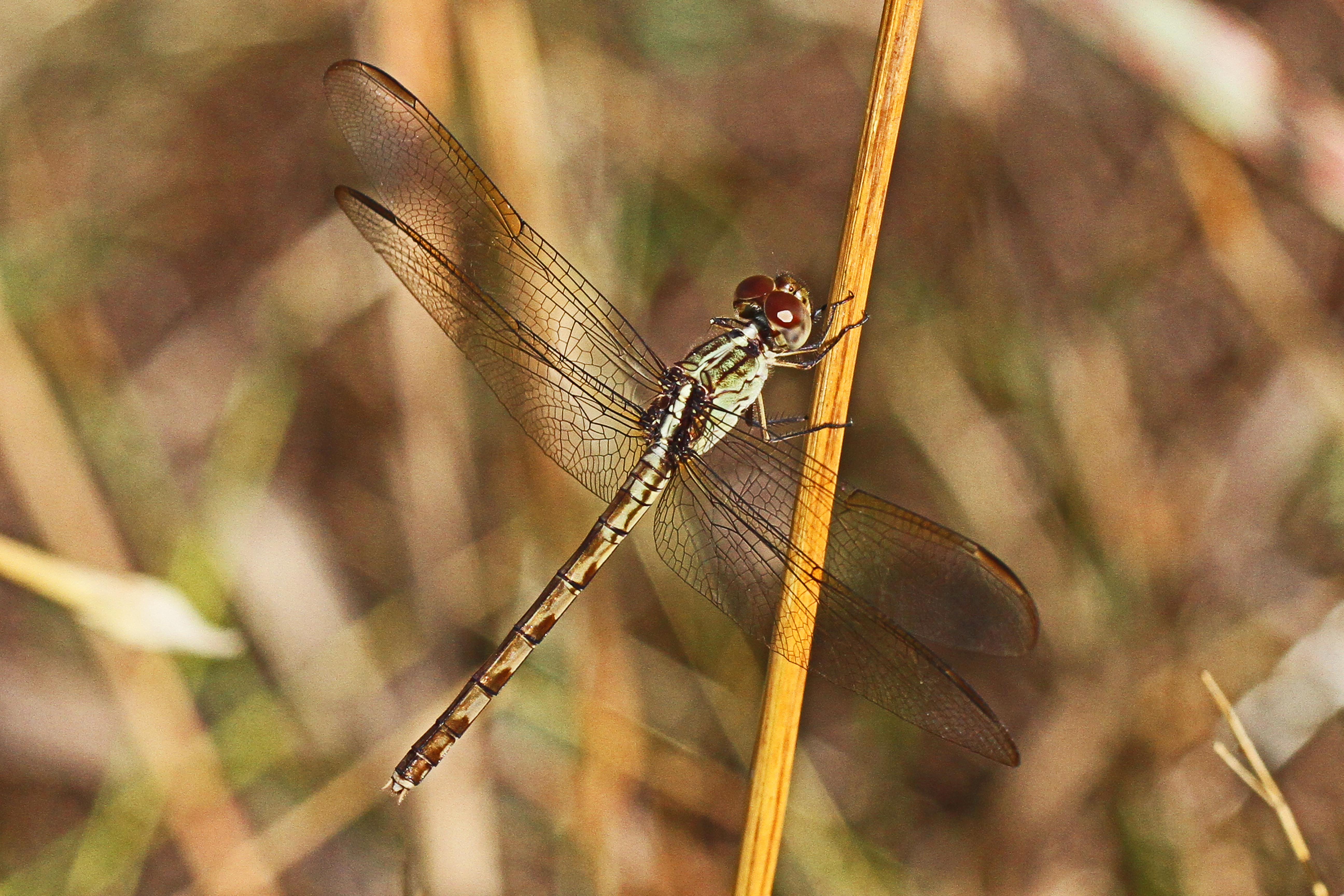
Erythrodiplax umbrata

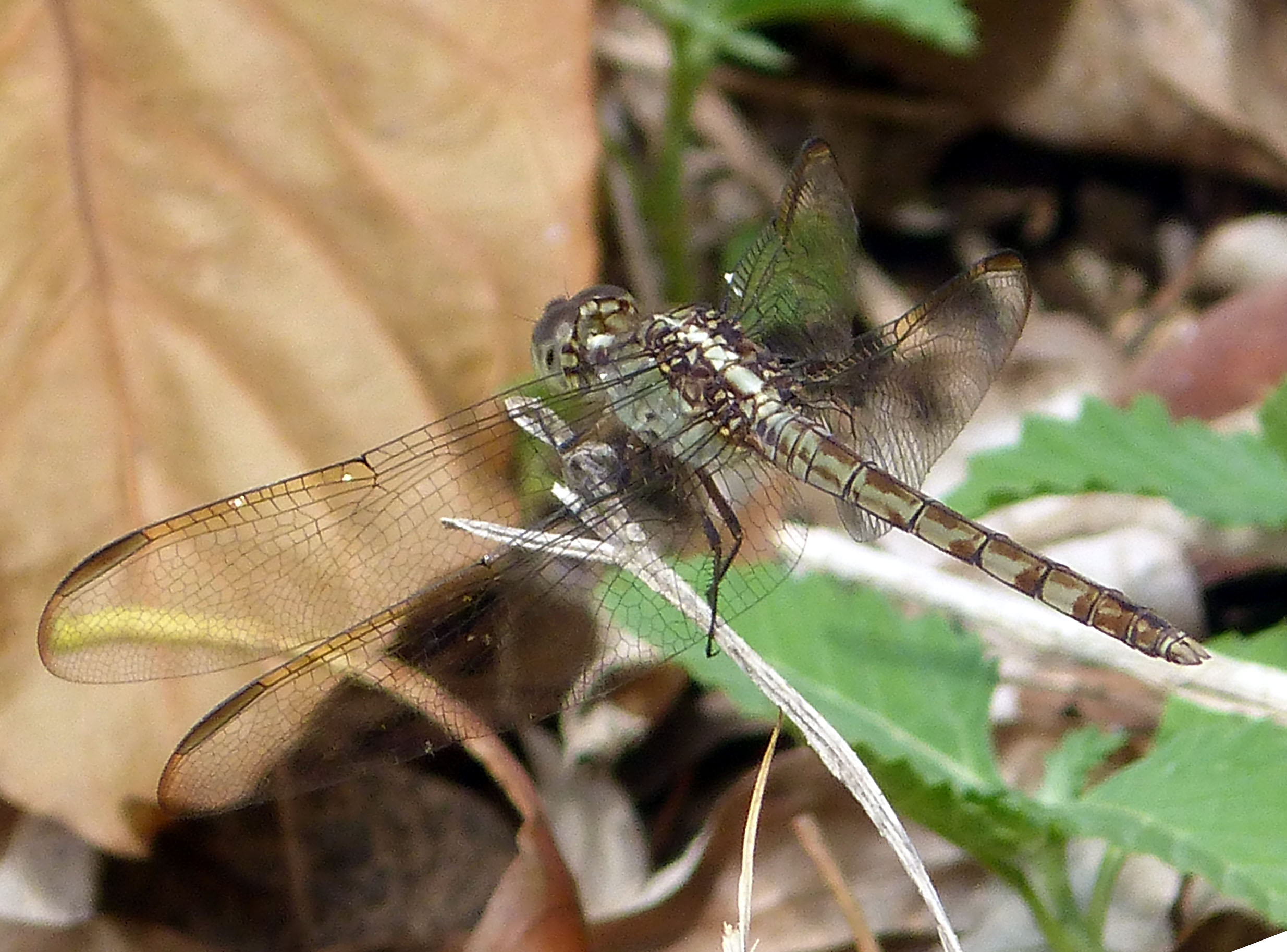
Erythrodiplax umbrata

## Otras Lecturas
- Abbott, John C. (2005). Dragonflies and Damselflies of Texas and the South-Central United States. Princeton University Press. ISBN 978-0691113647.
- Arnett, Ross H. Jr. (2000). American Insects: A Handbook of the Insects of America North of Mexico (2nd edición). CRC Press. ISBN 0-8493-0212-9.
- Ball-Damerow, J.E.; Oboyski, P.T.; Resh, V.H. (2015). «California dragonfly and damselfly (Odonata) database: temporal and spatial distribution of species records collected over the past century». ZooKeys 482. doi:10.3897/zookeys.482.8453.
- Dunkle, Sidney W. (2000). Dragonflies Through Binoculars: A Field Guide to Dragonflies of North America. Oxford Press. ISBN 978-0195112689.
- Needham, James G.; Westfall Jr., Minter J. Jr.; May, Michael L. (2000). Dragonflies of North America. Scientific Publishers. ISBN 0-945417-94-2.
- Nikula, Blair; Loose, Jennifer L.; Burne, Matthew R. (2003). Field Guide to the Dragonflies and Damselflies of Massachusetts. Massachusetts Division of Fisheries & Wildlife.
- Silsby, Jill (2001). Dragonflies of the World. Smithsonian Institution Press. ISBN 978-1560989592.
- Steinmann, Henrik (1997).  Wermuth, Heinz; Fischer, Maximilian, eds. World Catalogue of Odonata, Volume II: Anisoptera. Das Tierreich 111. Walter de Gruyter. ISBN 3-11-014934-6.